# A24 (společnost)
A24 je americká nezávislá filmová produkční a distribuční společnost se sídlem v New Yorku, založená v srpnu 2012. Od počátku funguje samostatně, bez vazby na velká hollywoodská studia. Společnost se zaměřuje na produkci a distribuci středně rozpočtových, autorsky pojatých snímků a během krátké doby se stala jednou z nejvlivnějších značek kinematografie 21. století.
V České republice společnost nemá vlastní přímé zastoupení, množství jejích filmů však distribuuje společnost Aerofilms.

## Vznik a historie
A24 založili Daniel Katz, David Fenkel a John Hodges. Fenkel dříve spoluzaložil distribuční společnost Oscilloscope Laboratories, Hodges působil ve společnosti Focus Features a později v Big Beach Films. Katz byl investičním manažerem ve společnosti Guggenheim Partners, která zároveň poskytla A24 počáteční kapitál.
Název společnosti je odvozen od italské dálnice Autostrada 24, na níž Katz při cestě do Říma dostal inspiraci k založení studia.
Prvním distribuovaným filmem bylo Prozření Charlieho Swana III. (A Glimpse Inside the Mind of Charles Swan III, 2013, režie Roman Coppola). V roce 2013 společnost uzavřela partnerství se satelitní platformou DirecTV v hodnotě 40 milionů dolarů, které umožnilo uvádět filmy A24 v rámci VOD třicet dní před jejich nasazením do americké kinodistribuce. Ve stejném roce následovala dohoda se službou Amazon Prime Video, později prodloužená.
V polovině desetiletí firma získala od bank Comerica a Union Bank of California úvěr ve výši 50 milionů amerických dolarů, navýšený v roce 2016 na 125 milionů dolarů s účastí dalších partnerů.
V roce 2018 A24 uzavřela rámcovou dohodu s Apple TV+ o produkci původních filmů, která však nebyla exkluzivní. Roku 2019 následovala dohoda s kabelovou stanicí Showtime (ViacomCBS) o poskytování vysílacích práv.
V roce 2022 získala od investiční společnosti Stripes kapitál 225 milionů dolarů, přičemž hodnota A24 byla tehdy odhadnuta na 2,5 miliardy dolarů. V roce 2023 film Všechno, všude, najednou získal sedm Cen Akademie, včetně ocenění za nejlepší film. A24 se tím stala prvním nezávislým studiem, které získalo všechny čtyři herecké Oscary v jediném roce.

## Strategie
Společnost A24 se od počátku vymezila proti tradičnímu hollywoodskému modelu. Namísto velkorozpočtových projektů se zaměřila na středně nákladné snímky, které umožňují větší autorskou svobodu a originální přístup k filmové látce.
A24 systematicky vybírá autorské projekty s důrazem na originální témata a osobité pojetí a spolupracuje jak s debutanty, tak se zavedenými tvůrci. Cílem je udržet pestrý katalog, který se odlišuje od mainstreamové nabídky velkých studií. Charakteristickým znakem je i rozpoznatelná vizuální identita napříč tituly.
Studio do výsledné podoby filmů zasahuje minimálně a ponechává autorům značnou míru kontroly od vývoje po finální střih. Odlišné a někdy rizikové náměty, včetně žánrových či menšinových příběhů, jsou chápány jako součást profilu společnosti. Testovací projekce A24 využívá primárně k nastavení intenzity propagace, nikoli k přepracování filmů.
Propagace filmů je postavena na sociálních médiích, virálních formátech a cílení na mladší publikum – například kampaň s profilem na Tinderu pro film Ex Machina na festivalu SXSW. A24 buduje značku také skrze merch, podcasty a vlastní „zine“. Podle přehledu Totalfilmu studio dlouhodobě akcentuje online prostředí a většina marketingových výdajů míří do digitálu. Na sociálních sítích si studio vybudovalo silnou komunitu sledujících.
Společnost zdůrazňuje provozní nezávislost a opatrné nakládání s rozpočty: u vlastních projektů cíluje na stropy kolem 10 milionů dolarů a pracuje s portfoliovým přístupem, kdy úspěšné tituly křížově financují méně výdělečné projekty. Slabší tituly uvádí s omezenou kampaní nebo je směřuje na streamovací platformy, aby minimalizovala riziko a udržela stabilitu.

## Portfolio
Společnost A24 začala jako distributor nezávislých filmů. Její první distribuovaný snímek byl Prozření Charlieho Swana III. (2013, režie Roman Coppola), následujícími tituly byly Spring Breakers (2013, režie Harmony Korine), Ex Machina (2014, režie Alex Garland) či Room (2014, režie Lenny Abrahamson, Oscar pro nejlepší herečku).
Postupně se portfolio rozšiřovalo o oceněné a kritikou uznávané filmy. Moonlight (2016, režie Barry Jenkins) získal Oscara za nejlepší film a v dalších dvou kategoriích. Další významné tituly zahrnují Lady Bird (2017, režie Greta Gerwig, pět oscarových nominací), Drahokam (2019, režie Benny a Josh Safdie) nebo Slunovrat (2019, režie Ari Aster). Společnost přispěla do žánru hororu prostřednictvím tzv. „elevated horrors“, mezi které se zařadily kromě zmíněných Ex Machina či Slunovratu také Přicházejí v noci (2017, režie Trey Edward Shults), Děsivé dědictví (2018, režie Ari Aster) nebo snímky Roberta Eggerse Čarodějnice (2016), Maják (2019), Svatá Maud (2019, režie ) či Pearl (2022, režie Ti West) a Men (2022, režie Alex Garland).
Od roku 2022 dosahuje A24 také výrazného úspěchu při udílení filmových cen. Film Všechno, všude, najednou (2022, režie Daniel Kwan, Daniel Scheinert) si připsal sedm Oscarů, což je nejvíce ze všech studií za daný rok. Za erotický thriller Babygirl (2024) získala Nicole Kidman ocenění na festivalu v Benátkách a byla nominována na Zlatý glóbus.
Mezi filmy o dospívání se zařadily Osmá třída (2018, režie Bo Burnham) nebo Devadesátky (2018, režie Jonah Hill). Těžko uchopitelnými oblíbenými snímky se staly Zelený rytíř (2016, režie David Lowery), Záhada Silver Lake (2018, režie David Robert Mitchell) či Zola (2020, režie Janicza Bravo).
Vedle filmů se A24 od roku 2015, kdy zřídilo A24 Television, angažuje i v televizní tvorbě, která zahrnuje seriály jako Euforie (2019), Ramy (2019) či Reservation Dogs (2021).